# سانیتا پوشپوره
سانیتا پوشپوره (انگلیسی: Sanita Pušpure؛ زادهٔ ۲۱ دسامبر ۱۹۸۱) قایقران روئینگ لتونیایی‌تبار اهل جمهوری ایرلند است.
وی در مسابقات کشوری و بین‌المللی در مجموع برندهٔ ۵ مدال طلا، ۳ مدال برنز شده‌است.